# Sinfonía en fa mayor, KV 76 (Mozart)

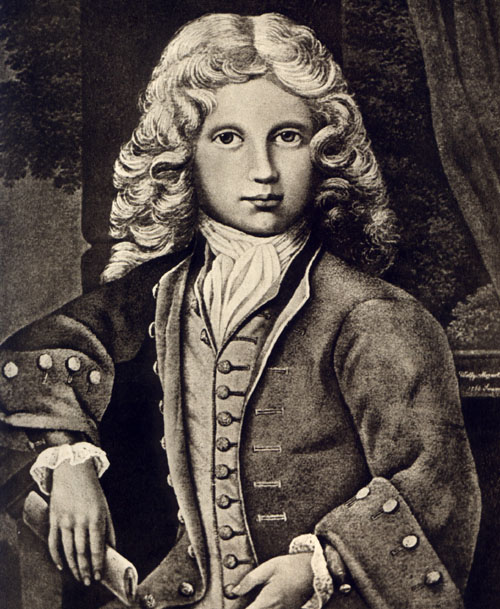
Mozart en 1767.

La Sinfonía n.º 43 en fa mayor, K. 76/42a probablemente fue compuesta por Wolfgang Amadeus Mozart en 1767, cuando el compositor tenía once años.

## Historia

### Contexto

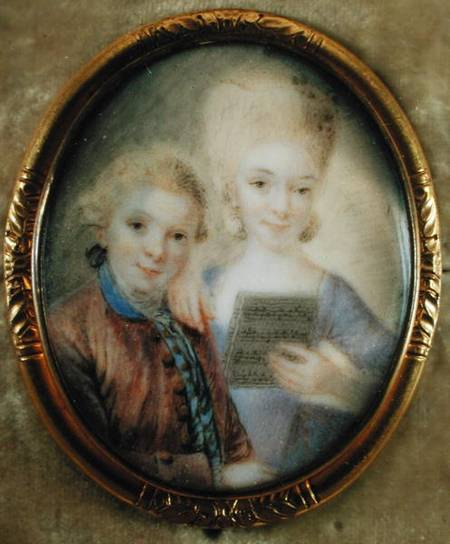
Wolfgang y Nannerl hacia 1763.

La carrera de Mozart como sinfonista había empezado en Londres durante el gran viaje de la familia Mozart por Europa entre junio de 1763 y noviembre de 1766. El padre Leopold Mozart planeó la gira para exhibir a sus prodigiosos hijos, Wolfgang y Nannerl en las principales cortes europeas. En ese tiempo Wolfgang compuso sus primeras obras del género, que tenían una deuda sustancial con las sinfonías de estilo galante italianizante en tres movimientos de Carl Friedrich Abel y Johann Christian Bach; también escuchó las sinfonías de compositores relevantes como Thomas Arne, William Boyce y Giuseppe Sammartini. Posteriormente Leopold y sus hijos pasaron en Viena varios meses de 1768 durante los cuales el joven maestro hizo un esfuerzo consciente por adaptar su estilo sinfónico a los gustos del público vienés, adoptando entre otras cosas la estructura en cuatro movimientos. Una afortunada consecuencia de los largos viajes del compositor en ciernes fue el contacto que le proporcionaron con una generosa muestra representativa de las tradiciones musicales europeas: alemana, británica, francesa e italiana.
El joven compositor y su padre realizaron tres viajes a Italia entre diciembre de 1769 y en mayo de 1773. En este periodo alternó sus visitas con estancias en Salzburgo durante las cuales creó la ópera Mitrídates, rey de Ponto, así como varias sinfonías con apreciable influencia del gusto italiano por la ópera bufa. En 1772 y 1773 el maestro austríaco vivió una etapa de entusiasmo por la escritura sinfónica, produciendo cada año siete nuevas sinfonías (n.º 15 - n.º 27). Después redujo su actividad en este campo y en los dos años siguientes sólo aparecieron tres nuevas piezas del género (n.º 28, 29 y 30). En 1778 realizó un largo y nefasto viaje a Mannheim y a París, durante el cual falleció su madre y su única producción relevante fue la Sinfonía n.º 31 "París". En enero de 1779 regresó a su ciudad natal donde creó otras tres sinfonías (n.º 32, 33 y 34) con las que cierra su etapa en Salzburgo. El casi cuarto de siglo que separa su primera sinfonía de la última -la n.º 41- estuvo marcado por el interés recurrente, si no continuo, del compositor por las posibilidades inherentes a esta forma. Al examinar la cronología de las obras de Mozart, se observa que la composición de sus sinfonías tiende a producirse en grupos espaciados irregularmente, de hasta nueve o diez ejemplos seguidos, en lugar de regular o aisladamente. Lo que esto podría sugerir, al margen de cualquier motivación económica, es que empleó estos periodos específicamente para resolver los problemas y retos de la forma sinfónica.

### Composición
La composición de esta obra, si realmente se trata de una obra del joven Mozart, pudo desarrollarse en 1767. A pesar de su numeración se trata de una de las sinfonías tempranas del maestro austríaco, ya que fue una de las que se descubrieron después de que se elaborara la lista "oficial" de 41 sinfonías. La partitura autógrafa se ha perdido. La única fuente de esta sinfonía consiste en una serie de partes presente de los archivos de la editorial Breitkopf & Härtel, que se destruyó durante la Segunda Guerra Mundial.

### Autoría
En cuanto a la autoría y datación de la obra existen diversas opiniones entre los expertos:
- Otto Jahn,[12] en su biografía de Mozart, relata el descubrimiento de veinte sinfonías atribuidas a Mozart en los archivos de Breitkopf & Härtel. Ludwig Ritter von Köchel está de acuerdo con esta visión y considera la K. 76 como auténtica de Mozart. La reseña de Jahn se basaba en la Colección mozartiana de Johann André, en la que se incluían diez de las antedichas veinte sinfonías, indicando que éstas eran consideradas auténticas, porque habían sido enviadas directamente por Constanze Mozart, la esposa de Wolfgang. Dos de estas obras son versiones sinfónicas de las oberturas de las óperas Lucio Silla, K. 135 e Il sogno di Scipione, K. 126, lo que incrementa las probabilidades de que las otras ocho obras sean también auténticas. Jahn fechó el K. 76 como «177?», mientras que Köchel la dató como «quizás 1769».
- Wyzewa y Saint-Foix[13] dataron la sinfonía entre el 1 de diciembre de 1766 y el 1 de marzo de 1767. Para ello, comparó el primer movimiento de la sinfonía con la obertura de Die Schuldigkeit des ersten Gebots, K. 35 y con las primeras sinfonías de Mozart y concluyó que la K. 76 fue escrita antes que la obertura, quizás en diciembre de 1766. Consideró que estaba «escrita con un gran cuidado para su maestro y sus compatriotas para probar qué había aprendido durante su largo viaje (a Londres, París, Holanda, etc.)». Sin embargo, Zaslaw considera esta interpretación una «pura fantasía».[11]
- Hermann Abert[12] duda con respecto a las similitudes descrita por Wyzewa y Saint-Foix, porque el desarrollo de la obertura del K. 35 está basado en el tema principal de la obertura, pero el desarrollo del K. 76 se aparta del tema principal de la sinfonía. La notación de un tema de Jean-Philippe Rameau en el último movimiento lleva a pensar en la época del primer gran viaje, pero la posterior adición del minueto señala al sur de Alemania como lugar de composición.
- Alfred Einstein establece en la tercera edición del catálogo Köchel que el minueto presenta una madurez mucho mayor que la de los otros tres movimientos y fue probablemente compuesto posteriormente. Las sinfonías vienesas tendrían casi siempre cuatro movimientos y Mozart ajustaría en ocasiones sinfonías en tres movimientos que compusopara otros lugares añadiendo posteriormente un minueto y trío, por lo que Einstein concluye que el minueto y trío fue compuesto para un viaje a Viena.[11] La sexta edición del catálogo Köchel fecha este movimiento como «supuestamente en otoño de 1767, en Viena».
- Gerhard Allroggen y Cliff Eisen sospechan que el verdadero autor de la sinfonía fue Leopold Mozart, debido a los rasgos estilísticos de la obra.[14]

### Estreno y publicación
No se sabe con certeza la fecha y el lugar en que se celebró el estreno de la sinfonía.
La primera edición fue llevada a cabo en 1881 por el editor Carl Reinecke para la casa Breitkopf & Härtel en Leipzig, que publicó bajo la denominación Wolfgang Amadeus Mozarts Werke, Serie XXIV: Supplemente, Bd.1, No.3, tanto las partes como la partitura completa.
La Alte Mozart-Ausgabe (Antigua Edición de Mozart), que publicó la primera edición completa de las obras musicales de Mozart entre 1879 y 1882, estableció la secuencia numerada del 1 al 41 para la producción sinfónica del maestro austríaco. Algunas piezas, como la Sinfonía en fa mayor, K. 76, fueron publicadas en suplementos de la Alte-Mozart Ausgabe hasta 1910. Las sinfonías no numeradas en aquel momento han recibido posteriormente números que van del 42 al 56, incluso aunque fueran escritas por Mozart con anterioridad a la Sinfonía n.º 41 de 1788. Conforme a este esquema de numeración la Sinfonía K. 76 recibiría el número 43.

## Instrumentación
La partitura está escrita para una orquesta formada por:
- Viento madera: 2 oboes y 2 fagotes.
- Viento metal: 2 trompas en fa.
- Teclado: [clavecín].
- Cuerda: una sección de cuerdas con 2 violines (primero y segundo), viola, violonchelo y contrabajo.

Los oboes permanecen en silencio durante el segundo movimiento. Cabe destacar la inclusión de los fagotes, puesto que en la época no solían escribirse las partes para fagot. En las orquestas de aquella época era una práctica común emplear el fagot y el clavecín, si estaban presentes en la orquesta, para reforzar la línea del bajo doblando a los violonchelos y los contrabajos o bien como continuo, incluso sin notación separada.

## Estructura y análisis
La sinfonía consta de cuatro movimientos:
- I. Allegro maestoso, en fa mayor 4
4
- II. Andante, en si bemol mayor 3
4
- III. Menuetto, en fa mayor – Trio, en re menor 3
4
- IV. Allegro, en fa mayor 2
4

La interpretación de esta obra dura aproximadamente entre 10 y 15 minutos. 

### I.Allegro maestoso
El primer movimiento, Allegro maestoso, está escrito en la tonalidad de fa mayor, en compás de 4/4 y sigue la forma sonata. 

### II.Andante
El segundo movimiento, Andante, está en si bemol mayor y en compás de 3/4.

### III.Menuetto–Trio
El tercer movimiento, Menuetto – Trio, está en fa mayor que en el trío pasa a re menor y en compás de 3/4.

### IV.Allegro
El cuarto y último movimiento, Allegro, retoma la tonalidad inicial y el compás de 2/4. 

## Recepción de la obra
Zaslaw describió la sinfonía como «atractiva», el Andante como un movimiento «irritante» que realza la «belleza» del minueto. Por su parte, Sadie habla generalmente de «debilidad», describiendo los pasajes pizzicato del segundo movimiento como «pesados» y la armonía del minueto como «tosca».